# Носов, Владислав Васильевич
Владислав Васильевич Носов (род. 19 апреля 1946, город Советская Гавань, Хабаровский край, РСФСР, СССР) — советский и украинский юрист, государственный деятель, государственный служащий, один из авторов текста действующей Конституции Украины, народный депутат Украины I и II созывов, Постоянный представитель Президента Украины в Конституционном Суде Украины с 25 мая 1998 года по 22 января 2005 года.

## Биография

### Ранние годы
Родился 19 апреля 1946 года в городе Советская Гавань, Хабаровский край, РСФСР, в семье государственных служащих. В раннем возрасте переехал на территорию Украины. Увлекался радиомоделированим, инженерией. В 1964 году поступил в Львовский политехнический институт на радиотехнический факультет и окончил его в 1969 году. По распределению был направлен на Полтавский оборонный завод «Знамя». Занимал должность инженера-конструктора, ведущего инженера (1969—1983 годы). В 1983—1986 годах был назначен заведующим сектором проектирования электронных систем управления Полтавского проектно-конструкторского технологического института. В 1986 году переведён на Полтавский завод искусственных алмазов и алмазного инструмента на должность старшего инженера-электронщика, которую занимал до 1990 года.
Во время работы на инженерных должностях занимал активную гражданскую позицию, в частности в части отстаивания прав работников на получение отдельного жилья. Вступил в конфликт с партийным руководством завода, которое отказывалось предоставлять работникам жильё, что должно быть выделено им по закону. Получил значительный авторитет среди сотрудников, благодаря чему на очередных парламентских выборах был выдвинут кандидатом в депутаты Верховного Совета УССР трудовым коллективом Полтавского завода искусственных алмазов и алмазного инструмента.

### Политическая деятельность
15 мая 1990 года был избран народным депутатом Украины XIII (I) созыва от Октябрьского избирательного округа № 318 в Полтавской области, одержав абсолютную победу в первом туре среди трёх претендентов с результатом в 87,38 %. Во время парламентской деятельности не входил к одной партии (был беспартийным). Был избран состав Комиссии в вопросах законодательства и законности. Стал соавтором Декларации о государственном суверенитете Украины и Акта провозглашения независимости Украины. Вместе с членами Комиссии по разработке новой Конституции Украинской ССР представил проект новой Конституции Украины. Принимал непосредственное участие в разработке Регламента Верховной Рады Украины в составе сформированной Президиумом ВР рабочей группы по доработке проекта Регламента Верховной Рады Украины.
В 1994 году на очередных выборах в Верховную Раду Украины II созыва одержал победу в 319 избирательном округе в городе Полтава, 11 мая 1994 получил депутатский мандат. Избран в Комитет Верховной Рады Украины по вопросам бюджета. Благодаря его деятельности в составе Комитета бюджетные ассигнования на нужды Полтавской области в общем списке ассигнований по регионам Украины переместились по размеру с 17 на 6 место. Во время разработки нового проекта Конституции Украины находился в составе Конституционной комиссии: сначала как её член, затем как секретарь. Вместе с членами Комиссии, в частности будущим первым Председателем Конституционного Суда Украины Юзьковым Леонидом Петровичем, представил в Верховной Раде Украины проект новой Конституции Украины, позже принятый во время так называемой «Конституционной ночи». Во время II созыва поступил на юридический факультет Киевского национального университета имени Тараса Шевченко и учился на нём параллельно с парламентской и законотворческой деятельностью. Окончил университет с отличием в 1996 году.

### Работа в Администрации Президента
В 1998 году в высшем руководящем корпусе Администрации Президента Украины была образована новая должность Постоянного представителя Президента Украины в Конституционном Суде Украины, которая по своему статусу соответствовала заместителю Главы Администрации Президента. Владислав Носов был приглашён Президентом Украины Леонидом Кучмой занять эту должность как один из авторов текста действующей Конституции. Носов принял предложение Президента при условии полной защиты своей деятельности на посту от политического влияния, подчеркнув, что в работе будет руководствоваться лишь правовыми принципами. Одним из его условий при вступлении в должность была полная независимость от руководства Администрации Президента, подчинённость только Президенту Украины. После вступления в должность он получил II ранг государственного служащего, а через несколько месяцев I ранг.
Отстаивал позицию Президента Украины на постоянной основе практически во всех делах, которые рассматривались Конституционным Судом Украины с 1998 по 2005 год, в том числе наиболее резонансных (относительно отмены смертной казни, относительно бесплатного школьного образования, относительно полномочий Президента Украины и тому подобное). Работа Владислава Носова в Конституционном Суде Украины была высоко оценена Президентом: в 2000 году он стал кавалером ордена «За заслуги», в 2004 ему присвоено почётное звание заслуженного юриста Украины. Во время представительства интересов Президента Украины в Конституционном Суде полностью прекратил выступления в СМИ, позже вспоминая об этом периоде:
В 2005 году вышел на пенсию. После этого его неоднократно приглашали и назначали экспертом по вопросам применения и внесения изменений в Конституцию Украины. В 2012 году по приглашению Первого Президента Украины Леонида Кравчука вошёл в научно-экспертной группы по созданию Конституционной Ассамблеи. Сейчас участвует как эксперт в научных мероприятиях, круглых столах, обсуждениях по вопросам Конституции Украины и Регламента Верховной Рады Украины.
19 августа 2016 года за значительные личные заслуги в становлении независимой Украины был награждён Президентом Украины Петром Порошенко государственной наградой, знаком отличия «25 лет независимости Украины».

## Оценка деятельности
Как один из наиболее активных народных депутатов, которые поддержали провозглашение независимости Украины, изображён в первом ряду полотна «Государства» художника А. Г. Кулакова, которое сейчас находится на 2-м этаже Верховной Рады Украины.
Во время парламентской деятельности был известен прямым и критическим стилем выступлений. В спорах с коллегами-депутатами по проблемным вопросам законотворческой деятельности для подкрепления своей позиции нередко использовал саркастические примеры заведомо абсурдных ситуаций, которые могут возникнуть при применении законопроектов с пробелами.
Считается автором Регламента Верховной Рады Украины, чей вклад был определяющим.
За годы политической работы завоевал авторитет, в частности за отсутствие случаев злоупотребления служебным положением.

## Интересные факты
- Во время работы в Администрации Президента Украины, несмотря на пребывание в ближнем круге Президента Украины Леонида Даниловича Кучмы и I ранг государственного служащего (приравнен к военному званию генерала армии Украины), по воспоминаниям коллег отказался от привилегии правительственного автомобиля с водителем, отдав предпочтение передвижению в общественном транспорте.
- Остро критиковал систему библиотечного наполнения профильными юридическими книгами правительственных библиотек Украины. Обращался к Председателю Верховной Рады Украины Арсения Яценюка с просьбой выделить для Библиотеки Верховной Рады больше помещения, чем помещение «площади трехкомнатной хрущевки», которое она занимала. Лично покупал редкие издания юридической литературы на книжном рынке для наполнения правительственных библиотек[9].